# Slovenia Open 2024
Die Slovenia Open 2024 im Badminton fanden vom 15. bis zum 19. Mai 2024 im Draš Center in Maribor statt.

## Sieger und Platzierte
| Disziplin    | Gold                                 | Silber                                            | Bronze                                                |
| ------------ | ------------------------------------ | ------------------------------------------------- | ----------------------------------------------------- |
| Herreneinzel | Justin Hoh                           | Prahdiska Bagas Shujiwo                           | Tharun Mannepalli                                     |
| Herreneinzel | Justin Hoh                           | Prahdiska Bagas Shujiwo                           | Aryamann Tandon                                       |
| Dameneinzel  | Rakshitha Sree Santhosh Ramraj       | Shriyanshi Valishetty                             | Deswanti Hujansih Nurtertiati                         |
| Dameneinzel  | Rakshitha Sree Santhosh Ramraj       | Shriyanshi Valishetty                             | Amalie Schulz                                         |
| Herrendoppel | Muhammad Al Farizi Nikolaus Joaquin  | Rahmat Hidayat Yeremia Erich Yoche Yacob Rambitan | Bryan Jeremy Goonting M. Fazriq Mohamad Razif         |
| Herrendoppel | Muhammad Al Farizi Nikolaus Joaquin  | Rahmat Hidayat Yeremia Erich Yoche Yacob Rambitan | Muh Putra Erwiansyah Teges Satriaji Cahyo Hutomo      |
| Damendoppel  | Siti Sarah Azzahra Agnia Sri Rahayu  | Yan Fei-chen Liang Ching-sun                      | Jackie Dent Crystal Lai                               |
| Damendoppel  | Siti Sarah Azzahra Agnia Sri Rahayu  | Yan Fei-chen Liang Ching-sun                      | Arlya Nabila Thesa Munggaran Az Zahra Ditya Ramadhani |
| Mixed        | Amri Syahnawi Indah Cahya Sari Jamil | Verrell Yustin Mulia Priskila Venus Elsadai       | Low Han Chen Noraqilah Maisarah                       |
| Mixed        | Amri Syahnawi Indah Cahya Sari Jamil | Verrell Yustin Mulia Priskila Venus Elsadai       | Brandon Yap Abbygael Harris                           |